# کرم‌ماهی لک‌وپیسی

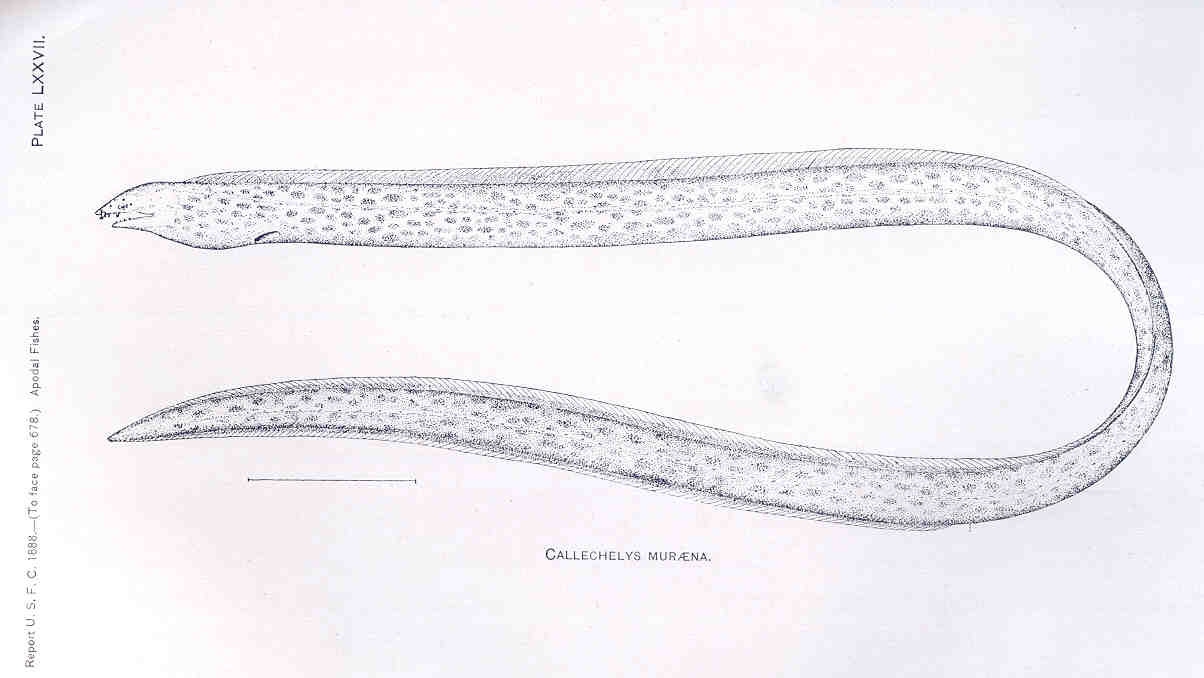
کرم ماهی لک و پیسی (تصویر میکروسکوپی)

کرم‌ماهی لک‌وپیسی (نام علمی: Callechelys muraena) نام یک گونه از تیره کرم‌ماهیان است.